# مارگارت موریس (بازیگر)
مارگارت موریس (انگلیسی: Margaret Morris؛ ‏ ۷ نوامبر ۱۸۹۸ – ۷ ژوئن ۱۹۶۸) هنرپیشه اهل ایالات متحده آمریکا بود.
از فیلم‌هایی که وی در آن نقش داشته است، می‌توان به  به خانه خوش آمدی اشاره کرد.